# آراوایکس‌اس ۴۴بی‌بی
آراوایکس‌اس ۴۴بی‌بی (انگلیسی: ROXs 42Bb) یک جرم همراه با جرم سیاره‌ای، به‌طور مستقیم تصویربرداری شده با ستاره آراوایکس‌اس ۴۴بی است، یک عضو احتمالی مجموعه ابر رو مارافسای. این همراه در ۱۷ اکتبر ۲۰۱۳ توسط ستاره‌شناس دانشگاه تورنتو، تاین کاری Thayne Currie اعلام شد/کشف شد.
این جسم بسته به سن ستاره، حدود ۹ توده مشتری تخمین زده شده است، مشابه توده‌های سیارات مستقیم تصویر شده در اطراف اچ‌آر ۸۷۹۹ و بتا سه‌پایه. با این حال، مشخص نیست که آیا آراوایکس‌اس ۴۴بی‌بی مانند این سیاره‌ها از طریق جمع‌آوری هسته، توسط بی‌ثباتی دیسک (گرانشی) یا بیشتر شبیه یک ستاره دوتایی شکل گرفته است. متناسب اولیه طیف‌ها و فتومتری پهنای باند به مدل‌های جوی حاکی از شعاع ۰٫۱۸ ± 2.43 RJ برای دمای مؤثر در حدود ۲۰۰۰ کلوین یا شعاع 0.20 RJ 2.55 RJ برای حدود ۱۹۵۰ کلوین مانند بتا سه‌پایه بی، جو آراوایکس‌اس ۴۴بی‌بی احتمالاً بسیار ابری و پر گرد و غبار است.
این جرم در صورت فلکی مارافسای در نزدیکی عقرب قرار دارد.